# Dolichopeza (Oropeza) saitamensis
Dolichopeza (Oropeza) saitamensis is een tweevleugelige uit de familie langpootmuggen (Tipulidae). De soort komt voor in het Palearctisch gebied.